# Лобцовское сельское поселение
Лобцовское сельское поселение — упразднённое административно-территориальное образование в северо-западной части Гаврилово-Посадского района Ивановской области с центром в селе Лобцово. Было самым малочисленным поселением района, общее количество жителей на 1 сентября 2009 года составило 446 человек.
На территории поселения располагалось 14 населенных пунктов, из которых 3 села (Лобцово, Кощеево, Мирславль) и 11 деревень (Быстри, Василево, Красково, Мальтино, Мытищи, Мышкино, Новая, Петряиха, Печищи, Студенец, Большая Уронда).
В мае 2013 года Лобцовское сельское поселение было присоединено к Новосёлковскому сельскому поселению.